# Ong-Bak
Ong-Bak är en thailändsk film från 2003 i regi av Prachya Pinkaew. Två uppföljare har gjorts: Ong Bak 2 (2008) och Ong Bak 3 (2010).

## Handling
Unga Tien (Tony Jaa) bor i en liten fridfull by där thaiboxningen är helig. Varje år hålls en brutal tävling pojkar emellan, som det här året vinns av Tien. En dag blir huvudet på en helig Buddhastaty som kallas Ong-Bak stulen av en moraliskt tvivelaktig affärsman som sedan säljer den dyrt. Det blir Tiens uppgift att hitta tjuven och föra tillbaka statyn till byn.

## Om filmen
Filmen innehåller många scener av kampsporten "Muay Thai" som kanske allmänt i Sverige är känd som thaiboxning.

## Rollista
- Phanom Yeerum (Tony Jaa) - Boonting
- Petchtai Wongkamlao - Humlae/Dirty Balls/George
- Pumwaree Yodkamol - Muaylek
- Suchao Pongwilai - Komtuan